# Hohengœft
Hohengoeft – to miejscowość i gmina we Francji, w regionie Grand Est, w departamencie Dolny Ren.
Według danych na rok 1990 gminę zamieszkiwało 435 osób, 127 os./km².